# Église Notre-Dame-du-Mont-Carmel de Gżira

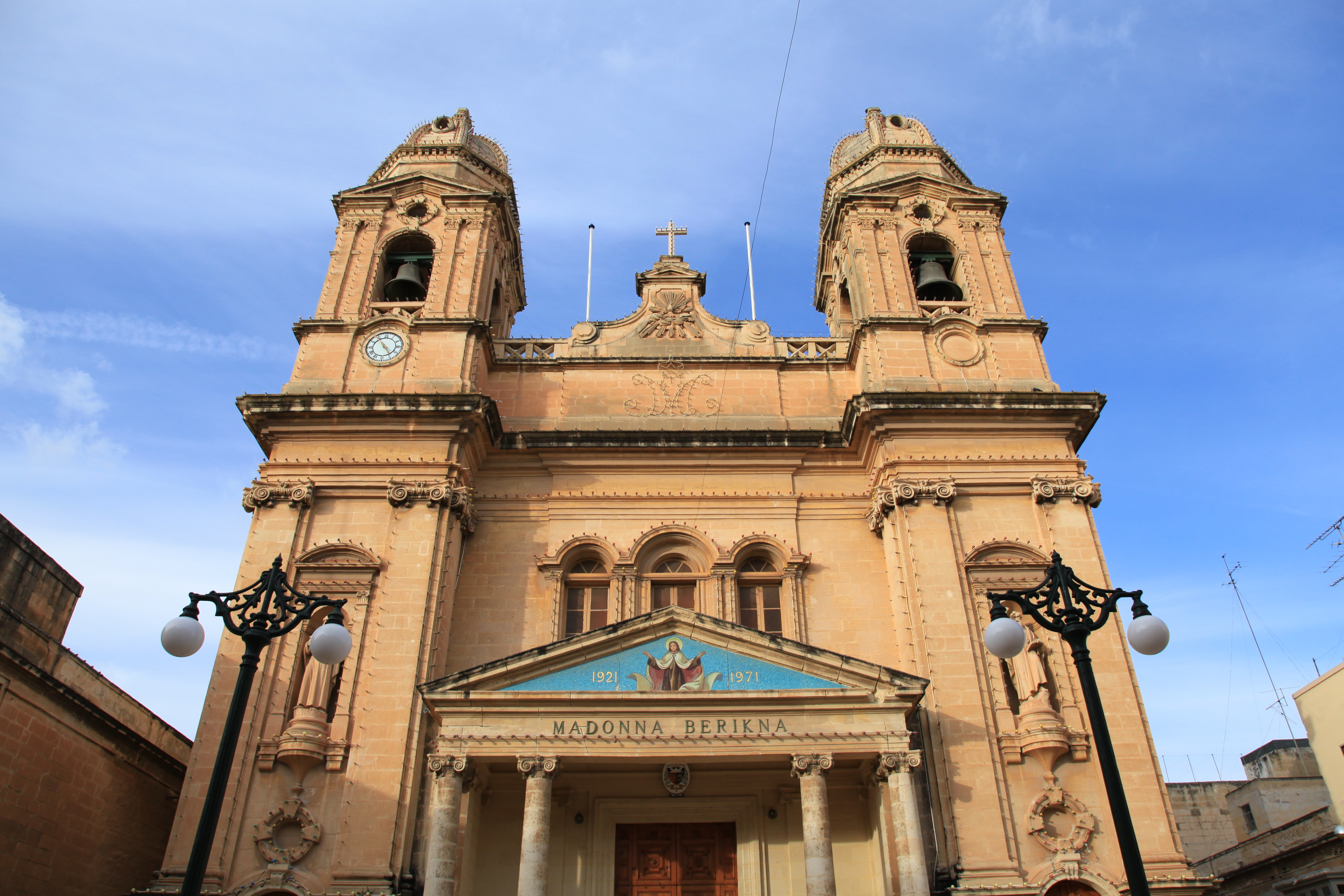
Église Notre-Dame-du-Mont-Carmel

Pour les articles homonymes, voir Notre-Dame-du-Mont-Carmel (homonymie).
L'église paroissiale Notre-Dame-du-Mont-Carmel est une église catholique située à Gżira, à Malte, dont la dédicace survient le 23 mai 1959.